# Europejskie Igrzyska Halowe w Lekkoatletyce 1966 – sztafeta 4+3+2+1 okrążenie mężczyzn
Sztafeta szwedzka 4+3+2+1 okrążenie mężczyzn – jedna z konkurencji biegowych rozgrywanych podczas lekkoatletycznych europejskich igrzysk halowych w hali Westfalenhalle w Dortmundzie. Została rozegrana (jak zresztą całe igrzyska) 27 marca 1966. Długość jednego okrążenia wynosiła 160 metrów. Zwyciężyła reprezentacja Republiki Federalnej Niemiec.

## Rezultaty

### Finał
Rozegrano od razu bieg finałowy, w którym wzięły udział trzy drużyny.

Opracowano na podstawie materiału źródłowego.
| Miejsce | Reprezentacja | Zawodnicy                                                                | Czas   |
| ------- | ------------- | ------------------------------------------------------------------------ | ------ |
| 1       | RFN           | Leonhard Händl, Werner Krönke, Rolf Krüsmann, Jürgen Schröter            | 3:22,0 |
| 2       | Włochy        | Bruno Bianchi, Sergio Bello, Sergio Ottolina, Ippolito Giani             | 3:22,2 |
| 3       | Belgia        | Werner Dyzers, Willy Vandenwyngaerden, Georges Wynants, Albert Van Hoorn | 3:27,2 |